# Mecz Gwiazd PLK 1996 – Sopot
Mecz Gwiazd Polskiej Ligi Koszykówki 1996 – towarzyski mecz koszykówki rozegrany 22 grudnia 1996 roku w Sopocie. W spotkaniu wzięli udział czołowi zawodnicy najwyższej klasy rozgrywkowej (I liga) w Polsce. Spotkanie gwiazd odbyło się w konwencji Północ - Południe. Przy okazji spotkania rozegrano także konkursy wsadów oraz rzutów za 3 punkty. 
Głosowanie na najlepszych zawodników zorganizował tygodnik „Basket”. Czytelnicy wypełniali, wycinali i wysyłali kupon ze swoimi typami do redakcji. Na tej podstawie wyłoniono uczestników imprezy.
W spotkaniu zabrakło zawodnika PKK Warty Szczecin – Lazarusa Simsa, który miał reprezentować drużynę Północy.

## Konkurs rzutów za 3 punkty
Do rywalizacji o miano najlepszego strzelca przystąpili:
- Andrzej Adamek, Andrzej Pluta, Martin Eggleston, Wojciech Królik

Zwycięzcą konkursu został Andrzej Adamek.

## Konkurs wsadów
W konkursie zmierzyli się Joe McNaull, Tomasz Jankowski, Dannie Norris, Mariusz Bacik, Piotr Ignatowicz, Przemysław Frasunkiewicz, Jeff Massey.
Spotkanie wygrała drużyna Północy, pokonując Południe 160–142. 
- MVP – Joseph McNaull
- Zwycięzca konkursu wsadów – Jeff Massey
- Zwycięzca konkursu rzutów za 3 punkty – Andrzej Adamek

## Składy
Pogrubienie – oznacza zawodnika składu podstawowego
Trener drużyny Północy: Tadeusz Aleksandrowicz (Komfort Forbo Stargard)

Trener drużyny Południa: Jerzy Chudeusz (Śląsk Eska Wrocław)

| Północ – 160                 | Północ – 160      | Północ – 160              | Północ – 160 | 142 – Południe        | 142 – Południe    | 142 – Południe             | 142 – Południe |
| Zawodnik                     | Kraj              | Klub                      | Pkt          | Zawodnik              | Kraj              | Klub                       | Pkt            |
| ---------------------------- | ----------------- | ------------------------- | ------------ | --------------------- | ----------------- | -------------------------- | -------------- |
| #13 Ricky Calloway           | Stany Zjednoczone | AZS Elana Toruń           | 26           | #9 Maciej Zieliński   | Polska            | Śląsk Eska Wrocław         | 20             |
| #12 Igor Griszczuk           | Białoruś          | Nobiles Włocławek         | 20           | #14 Tyrice Walker     | Stany Zjednoczone | Mazowszanka Pruszków       | 19             |
| #11 Tomasz Jankowski         | Polska            | Nobiles Włocławek         | 13           | #7 Andrzej Pluta      | Polska            | Browary Tyskie Bobry Bytom | 15             |
| #5 Tyrone Thomas             | Stany Zjednoczone | Dojlidy Instal Białystok  | 7            | #15 Dominik Tomczyk   | Polska            | Śląsk Eska Wrocław         | 12             |
| #9 Martin Eggleston          | Stany Zjednoczone | PKK Warta Szczecin        | 6            | #8 Antoine Joubert    | Stany Zjednoczone | Browary Tyskie Bobry Bytom | 11             |
| #15 Dannie Norris            | Stany Zjednoczone | Dojlidy Instal Białystok  | 28           | #5 Jeff Massey        | Stany Zjednoczone | Mazowszanka Pruszków       | 21             |
| #8 Joe McNaull               | Stany Zjednoczone | Komfort Forbo Stargard    | 27           | #10 Krzysztof Dryja   | Polska            | Mazowszanka Pruszków       | 13             |
| #10 Ricky Robinson           | Stany Zjednoczone | AZS Elana Toruń           | 16           | #12 Piotr Szybilski   | Polska            | Mazowszanka Pruszków       | 13             |
| #4 Robert Kościuk            | Polska            | Nobiles Włocławek         | 10           | #11 Mariusz Bacik     | Polska            | Browary Tyskie Bobry Bytom | 9              |
| #6 Keith Williams            | Stany Zjednoczone | Komfort Forbo Stargard    | 3            | #4 Piotr Karolak      | Polska            | Stal Stalowa Wola          | 7              |
| #14 Adrian Małecki           | Polska            | 10,5 Poznań               | 2            | #13 Andrzej Adamek    | Polska            | Polonia Przemyśl           | 2              |
| #16 Przemysław Frasunkiewicz | Polska            | STK Trefl Sopot (II liga) | 2            | #6 James Winters      | Stany Zjednoczone | Pogoń Glaspol Sosnowiec    | 0              |
|                              |                   |                           |              | #16 Wojciech Kukuczka | Polska            | STK Trefl Sopot (II liga)  | 0              |